# Ejnar Smith

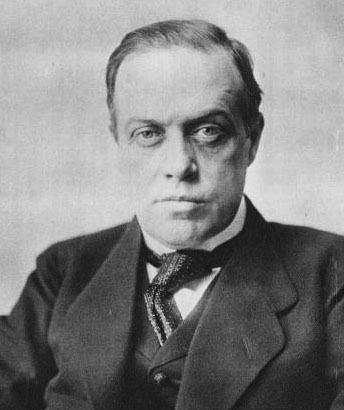
Ejnar Smith 1917.

Ejnar Smith, född den 27 juli 1878 i Jönköping, död den 3 januari 1928 i Stockholm, var en svensk författare och förlagsman. Delar av hans produktion har utgivits under pseudonym Kol Box. 

## Biografi
Föräldrar var landssekreteraren Johan Jakob Smith och Anna Charlotta Durling. Smith avlade studentexamen i Gävle 1897 och juris kandidat vid Uppsala universitet 1903. Han var amanuens i civildepartementet 1904–1905, blev 1906 extra stadsnotarie i Norrköping, polisnotarie där 1908 samt aktuarie och arkivarie 1915. Åren 1919–1923 var Smith teateranmälare på Svenska Dagbladet, varefter han blev litterär chef på Åhlen & Åkerlunds förlag. Flera av Smiths romaner har motiv från Bohusläns kustsamhällen, där han skriver i Emilie Flygare-Carléns efterföljd.

### Utgivare
- Pripp, Carl (1928). Rosor och riddare : några blad från seklets morgon / utg. av Johan Albert Nilsson och Ejnar Smith. Stockholm: Bonnier. Libris 1342081

## Filmmanus
- 1921 - Värmlänningarna